# Hans Eschenbrenner
Hans Eschenbrenner (* 7. November 1910 in Oberbexbach; † 9. Juli 2007 in Bexbach) war ein deutscher Sportschütze, der für das Saarland antrat.

## Biografie
Hans Eschenbrenner gehörte der saarländischen Delegation bei den Olympischen Sommerspielen 1952 in Helsinki an. Er startete im Kleinkalibergewehr liegend, wo er den 52. Rang belegte. 1955 nahm er an der ersten Weltmeisterschaft in Budapest teil.